# 샌프란시스코 밸류
샌프란시스코 밸류(San Francisco values)란 미국 캘리포니아주 샌프란시스코의 독특한 문화적 사회적 도덕적 가치들을 일컫는 용어로,주로 보수주의자들이 경멸 또는 비아냥의 의미로 사용하는 말이다. 

## 용어의 정의
샌프란시스코 밸류가 무엇인가에 대한 단일하고 확정적인 정의는 아직 없지만, 이 용어는 샌프란시스코의 세속적 진보성향을 가리키는 용어로 사용되어 왔다. 그 예로는 동성간 결혼허용,반전운동,마리화나 허용, 현실주의(미국주류의 기독교 문화에 비교하여), 개방적인 이민정책등을 들 수 있다. 샌프란시스코는 1960~70년대에 베트남 전쟁 반대운동과 히피문화의 중심지였던 역사적 배경을 가지고 있다.

## 대중매체에서의 사용
샌프란시스코 밸류란 말은 1990년대 중반 미국의 보수주의운동의 선구주자였던 공화당출신 하원의장인 뉴트 깅리치와 폭스 방송의 진행자인 빌 오레이등 보수정치인과 논객등이 처음 사용하였고, 2006년 미국 중간선거에서 민주당 출신 여성 정치인인 낸시 펠로시가 여성으로서는 최초로 미하원의장직을 맡게 됨으로써, 그녀의 유명세와 더불어 다시 매체에 등장하기 시작했다. 그것은 팰로시가 보수주의자들에게 강경진보성향으로 인식되고 있었고, 아울러 그녀의 지역구가 샌프란시스코였기 때문이다. 이 단어는 등장이래 계속 보수우익성향의 정치인과 매체들에게서 부정적인 의미로 사용되고 있었지만, 최근에는 샌프란시스코의 지역언론들도 이 단어의 부정적 사용에 대해 기사를 내는등 반응하고 있다.

## 같이 보기
- 선전 (사회학)
- 고정관념